# Región geográfica inmediata de Chapecó
La región geográfica inmediata de Chapecó es una de las 24 regiones inmediatas del estado brasileño de Santa Catarina, y una de las siete regiones inmediatas que componen la región geográfica inmediata de Chapecó, y una de las 509 regiones inmediatas en Brasil, creadas por el IBGE en 2017. Está compuesta de 32 municipios.

## Municipios
| Región Geográfica Inmediata | Código | Municipios       |
| --------------------------- | ------ | ---------------- |
| Chapecó                     | 420007 | Águas de Chapecó |
| Chapecó                     | 420007 | Águas Frias      |
| Chapecó                     | 420007 | Arvoredo         |
| Chapecó                     | 420007 | Caibi            |
| Chapecó                     | 420007 | Caxambu do Sul   |
| Chapecó                     | 420007 | Chapecó          |
| Chapecó                     | 420007 | Cordilheira Alta |
| Chapecó                     | 420007 | Coronel Freitas  |
| Chapecó                     | 420007 | Cunhataí         |
| Chapecó                     | 420007 | Formosa do Sul   |
| Chapecó                     | 420007 | Guatambu         |
| Chapecó                     | 420007 | Irati            |
| Chapecó                     | 420007 | Jardinópolis     |
| Chapecó                     | 420007 | Lajeado Grande   |
| Chapecó                     | 420007 | Marema           |
| Chapecó                     | 420007 | Modelo           |
| Chapecó                     | 420007 | Mondaí           |
| Chapecó                     | 420007 | Nova Erechim     |
| Chapecó                     | 420007 | Nova Itaberaba   |
| Chapecó                     | 420007 | Paial            |
| Chapecó                     | 420007 | Palmitos         |
| Chapecó                     | 420007 | Pinhalzinho      |
| Chapecó                     | 420007 | Planalto Alegre  |
| Chapecó                     | 420007 | Quilombo         |
| Chapecó                     | 420007 | Riqueza          |
| Chapecó                     | 420007 | Santiago do Sul  |
| Chapecó                     | 420007 | São Carlos       |
| Chapecó                     | 420007 | Saudades         |
| Chapecó                     | 420007 | Serra Alta       |
| Chapecó                     | 420007 | Sul Brasil       |
| Chapecó                     | 420007 | União do Oeste   |
| Chapecó                     | 420007 | Xaxim            |